# Yass (âm nhạc)
Yass (jass) là một phong cách nhạc avant-garde jazz của Ba Lan bắt nguồn từ cuối những năm 1980, pha trộn nhạc jazz, nhạc ngẫu hứng, nhạc punk rock và cả nhạc dân gian. Phong cách bắt đầu với các nhạc sĩ Avant-Garde Jazz từ khu vực Tromatic và Bydgoszcz, nơi câu lạc bộ Jazz Mózg trở thành"ngôi nhà chung"không chính thức cho các nghệ sĩ Yass, với nhãn hiệu riêng phát hành một số sản phẩm theo dòng Yass.
Thuật ngữ Yass được đặt ra bởi tay bass và guitar Tymon Tymański, nghệ sĩ clarinet Mazzoll và guitarist Tomasz Gwinciński, người muốn nhấn mạnh sự mới lạ của phong cách mới. Album Yass đầu tiên thường được coi là Tańce bydgoskie thực hiện bởi Trytony.
Mặc dù nó thường xuyên vượt qua các thể loại, âm nhạc Yass có thể được mô tả rộng rãi như một phong cách Jazz thường xuyên bị loạn nhịp và rất ngẫu hứng. Thời kỳ huy hoàng nhất đối với Yass là vào những năm 1990, với nhiều nhóm hoạt động biểu diễn và phát hành album, bao gồm Miłość, Łoskot, Trytony, và Mazzoll & Arbeatic Perfection. Một cái nhìn tốt về cách Yass tồn tại trong album tổng hợp Cały ten Yass! được phát hành bởi tạp chí Jazz Forum ngay sau thời hoàng kim của thể loại này.